# Sarah Nixey
Sarah Nixey (Dorset, 21 dicembre 1973) è una cantautrice britannica.

## Biografia
Sarah Nixey è salita alla ribalta come membro del gruppo Black Box Recorder, scioltosi ufficialmente nel 2010 dopo essere entrato in pausa qualche anno prima. A febbraio 2007 ha pubblicato il suo album di debutto Sing, Memory, seguito quattro anni più tardi da Brave Tin Soldiers: entrambi sono stati accolti positivamente dalla critica specializzata. Il suo terzo disco solista Night Walks è uscito nel 2018. Si è esibita al Minifestival, a Barcellona, nel 2012 e nel 2020.

## Discografia

### Album in studio
- 2007 – Sing, Memory
- 2011 – Brave Tin Soldiers
- 2018 – Night Walks

### Raccolte
- 2011 – The Homecoming
- 2018 – Coming Up For Air

### Singoli

#### Come artista principale
- 2005 – The Collector
- 2006 – Strangelove
- 2007 – When I'm Here With You
- 2007 – The Black Hit of Space
- 2008 – Le Temps de L'Amour
- 2018 – Dancing At The Edge Of The World
- 2018 – The Zeppelin

#### Come artista ospite
- 2005 – Silent Night (Infantjoy feat. Sarah Nixey)